# Малая Токаревка
Малая Токаревка (укр. Мала Токарівка) — село на Украине, основано в 1900 году, находится в Романовском районе Житомирской области.
Население по переписи 2001 года составляет 160 человек. Почтовый индекс — 13030. Телефонный код — 4146. Занимает площадь 66,6 км².
На территории села находится действующее месторождение пегматитового сырья.

## Местный совет
Малая Токаревка относится к Ольшанскому сельскому совету.
Адрес сельского совета: 13030, Житомирская область, Романовский р-н, с. Ольха, ул. Центральная, 1.